# 馬木大區
馬木大區是畿內亞的8個大區之一，位於該國中部，首府設於馬木，北臨拉貝大區，東接法拉納大區，南毗塞拉利昂，西鄰金迪亞大區，面積17,074平方公里，1996年人口612,218。
10°45′N 12°15′W / 10.750°N 12.250°W
1. ↑  . hdi.globaldatalab.org.   [2018-09-13] （英语）.